# HMS Loch Fada (K390)
«Лох-Фада» (англ. HMS Loch Fada (K390) — військовий корабель, фрегат типу «Лох» Королівського військово-морського флоту Великої Британії за часів Другої світової війни.
Фрегат «Лох-Фада» був закладений 8 червня 1943 року на верфі компанії John Brown & Company у Клайдбанку. 14 грудня 1943 року він був спущений на воду, а 14 квітня 1944 року відразу увійшов до складу Королівських ВМС Великої Британії.

## Історія
Після введення до строю, «Лох Фада» включили до складу 2-ї ескортної групи протичовнових сил Королівського флоту з базуванням у Плімуті. Корабель залучався до протичовнового прикриття висадки морського десанту в Нормандії. Сприяв затопленню німецького човна U-333 31 липня 1944 року та на початку серпня — U-736 і U-385
З січня 1945 року входив до складу сил, розгорнутих у Південно-Західних підходах. 27 лютого 1945 року британські кораблі «Лабуан», «Лох Фада» та «Вайлд Гус» потопили глибинними бомбами німецький підводний човен U-327. Того ж дня, «Лох Фада» південно-східніше Сіллі разом з британськими протичовновими кораблями «Лабуан» і «Вайлд Гус» та патрульним літаком PB4Y-2 «Приватір» потопив U-1279. Також південніше Пензанса потопив човен U-1018.